# Богуміл Швеля

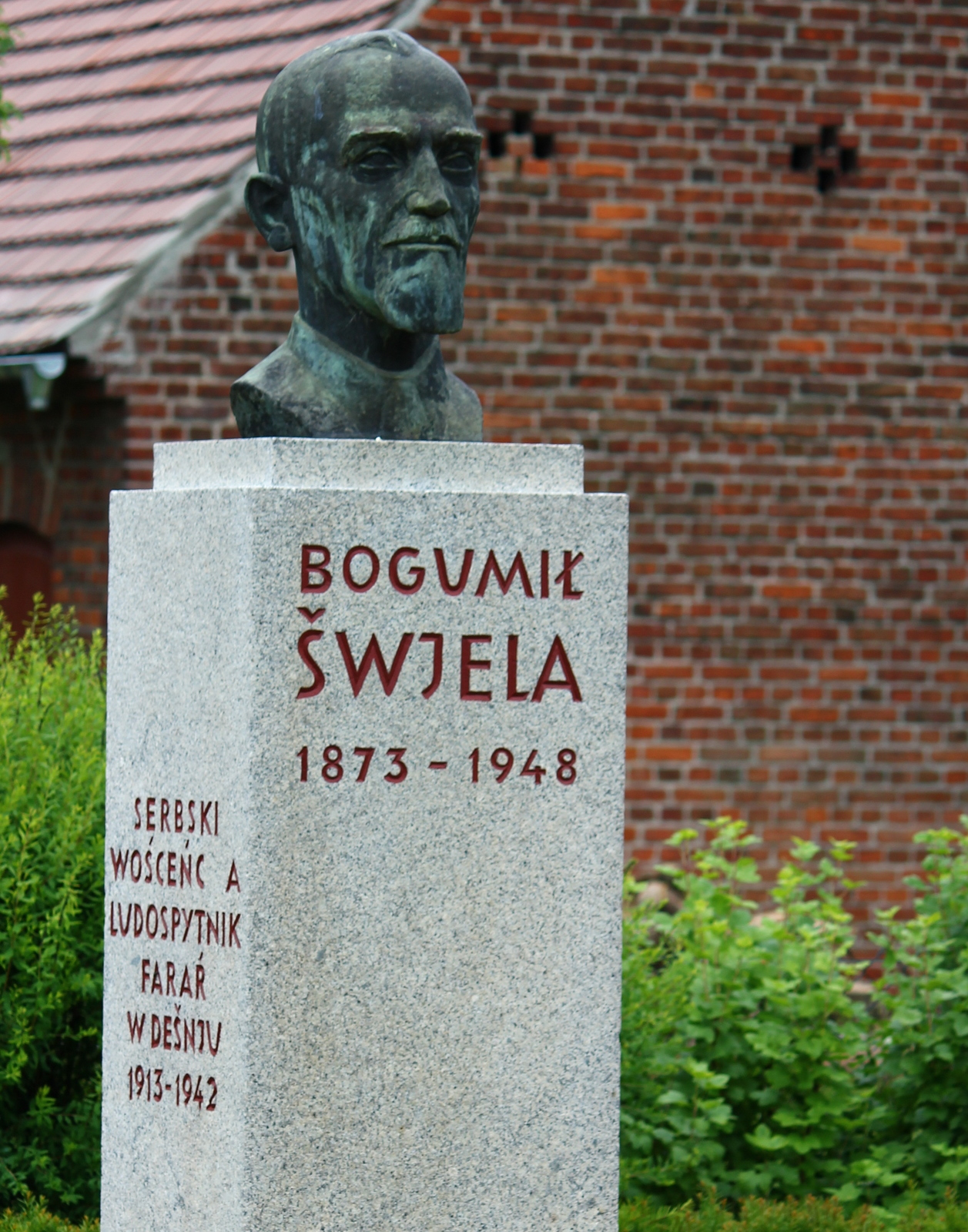
Пам'ятник Богумілу Швелі

Богуміл Швеля, повне ім'я — Кристиян Богуміл (н. -луж. Krystijan Bogumił Šwjela, нім. Christian Gotthold Schwela; нар. 5  вересня 1873, с. Шорбус, близько Дребкау, Німеччина — 20 травня 1948, Рудольштадт, Німеччина) — лютеранський пастор, публіцист, лінгвіст, нижньолужицький громадський діяч. Один із засновників лужицької громадської культурної організації Домовіна.

## Біографія
Народився 5 вересня 1873 року в селі Шорбус біля міста Дребкау в родині лужицького громадського діяча Кіто Швелі. У 1896 році організував XXII молодіжний літній табір-фестиваль для лужицьких гімназистів під назвою «Схадзованка». У 1898 році закінчив богословське навчання в лютеранській семінарії. З 1904 року став вікарієм в парафії села Вендіш Котбусскої церковної провінції. Під час своєї служби лютеранським пастором постійно проповідував на нижньолужицькій мові. У 1908 році пішов зі служби в парафії села Вендіш у зв'язку з тим, що церковна влада стала йому забороняти проповідувати на нижньолужицькій мові. У наступні часи служив вікарієм в селі Вохози. У 1913 році був призначений настоятелем приходу в селі Діссен.
У 1906 і 1911 роках видав Підручник нижньолужицької мови в двох частинах. У 1912 році був одним із засновників лужицької культурно-громадської організації Домовіна. В цей же час писав статті в лужицьких газетах «Pratyja» і «Nowy Casnik». Видав збірку молитов і піснеспівів «Wosadnik» для лютеранських парафій. Заснував літературний журнал «Serbska knigłownja», в якому друкувалися твори лужицьких письменників і поетів. У період між двома світовими війнами працював над виданням Німецько-Нижньолужицького словника, який був випущений в 1930 році.
Після приходу до влади нацистів у 1933 році в Німеччині почався тиск на громадські організації і культурну діяльність слов'янських меншин. У 1937 році була заборонена діяльність організації Домовіна. Богуміламу Швелі було заборонено проповідувати на нижньолужицькій мові, після чого він був змушений залишити свою службу в Діссені і переїхати в Рудольштадт. В цей час він таємним чином співпрацював з поетесою Міною Віткойц і журналістом Фріком Латком над збереженням нижньолужицької культури і літератури.
У 1946 році працював над відновленням нижньолужицької філії організації Домовіна. З 1947 року був редактором газети «Serbski Casnik».
Помер 20 травня 1948 від інсульту на залізничній станції Рудольштадт.

## Основні твори
- Lehrbuch der niederwendischen Sprache. Teil 1: Grammatik. Heidelberg 1906; Teil 2: Übungsbuch. Cottbus 1911.
- Kurzes Lehrbuch der Oberwendischen Sprache. Bautzen 1913
- Evangelska wera mjes Slowjanami. Bautzen 1915.
- Vergleichende Grammatik der ober- und niedersorbischen Sprache. Bautzen 1926
- Das Wendentum in der Niederlausitz und im Spreewald. Bautzen 1929
- Serbske praeposicyje. Pó hugronach z ludowych hust hobźěłane a zestajane. In: Časopis Maćicy Serbskeje. 1933/34.
- Deutsch-niedersorbisches Taschenwörterbuch. Bautzen 1953.
- Die Flurnamen des Kreise Cottbus. (= Deutsche Akademie der Wissenschaften zu Berlin. Veröffentlichungen des Instituts für Slawistik. Band 17). Berlin 1958.

## Пам'ять
- Іменем Богуміла Швелі названа вулиця в Котбусі.
- У Діссен-Штрізові на території лютеранського приходу встановлено пам'ятник Богумілу Швелі.